# Steve Paxton
Steve Paxton (Phoenix, Arizona, 1939. január 21. – Vermont, 2024. február 20.) amerikai kísérletező táncos és koreográfus. 

## Pályafutása
Eleinte gimnasztikával foglalkozott, később 3 évig dolgozott Merce Cunninghammel és 1 évig José Limónnal. A Judson Dance Theater alapító tagjaként Trisha Brown és Yvonne Rainer munkáiban táncolt. A Grand Union társulat alapító tagja volt. 
1972-ben nevezte el és kezdte fejleszteni a ma kontakt improvizációként ismert tánc irányzatot, amely a gravitáció, lendület, tehetetlenségi erő és a súrlódás fizikai törvényeit használja fel a táncosok közti viszony feltárására. Hitte, hogy egy képzetlen táncos is hozzájárulhat az irányzat fejlődéséhez. Innen ered érdeklődése a hétköznapi mozgás iránt (gyaloglás, stb.). 
Részt vett Cunningham véletlenre alapozó koreográfiai módszerének ("minden mozdulat lehet tánc") kidolgozásában. Ez lobbantotta lángra benne az érdeklődést a mozgás határterületei iránt. Paxton generációjának meghatározó táncosa, felfogása egyetemes hatást gyakorolt a koreografálásra. Visszavonult életet él, kivéve amikor előad, tanít, vagy éppen koreografál világszerte.

## Kontakt improvizáció
Munkásságára a '60-as, '70-es évek New York-i előadói, kísérleti művészei voltak hatással. Érdekelte, hogyan tud a test "fizikai játszóteret" létrehozni. A kontakt improvizáció az ő felügyelete mellett, és az emberi testtel kapcsolatos felfedezései nyomán alakult ki. Gyökerei 1972-ig nyúlnak vissza. 
A harcművészetekből, társasági táncokból, sportokból és gyermekjátékokból merít elemeket, leggyakoribb formája a duett. A kontakt improvizáció alapja a (legalább) két test között létrejövő kapcsolódási pont, felület (hát-hát, váll-váll, fej-fej, láb-láb) érintkezése; a lehetőségek száma végtelen, az egyenlő arányú súlyadás, és az ezek alapján kialakuló mozgáspárbeszéd, amely meghatározatlan ideig eltarthat (a résztvevők döntik el). 
A mozgáskincs a speciális érintkezésből és a felek közti súlymegosztásból fakad, ezért a kontakt improvizáció bárki által művelhető. Paxton a '70-es évek végétől arra összpontosította figyelmét, hogy írjon a kontakt improvizációról, tanítsa, és előadja azt az USA-ban és Európában. Ma már világszerte tanítják olyanok, akik Paxton közeli munkatársai voltak (pl. Nancy Stark Smith), és akik különböző táncosokon, tanárokon, koreográfusokon, kontakt improvizatőrökön keresztül ismerkedtek meg vele (pl. Gál Eszter). 
Maga a szókapcsolat ’kapcsolaton alapuló rögtönzést' jelent. Két vagy több ember úgy táncol, hogy közben folyamatos kapcsolatban vannak, érintkeznek és figyelnek egymásra. A mozgásfolyamat egésze rögtönzés, azaz nem előre megkoreografált táncot adnak elő. Ez az egyik legnehezebb, de manapság legkedveltebb stílusa a kortársnak, mert annak, aki ilyet táncol nagyon kell figyelnie a másik mozdulataira, abból olyat kihozni, amit aztán a másik fel tud használni. A táncosok kölcsönösen alkalmazkodnak, de közben az egyéniségüket is bele kell hogy rakják, mert ha folyamatosan engednek gyakorlatilag nem jön létre semmi. Tudniuk kell bármilyen irányú impulzus hatására bármilyen irányba elindulni, ha kell, megállni. Profi táncosok testükkel a fizikai törvények kihasználásával képesek a légies, természetes, de erős, dinamikus mozgásra. Bár improvizáció, mégis kis mértékű előre megtervezettséggel jellemezhető, hisz az egyik ember egy mozdulata a másikét fogja inspirálni. Példa: (You-Tube videó) : https://www.youtube.com/watch?v=zQRF2sLK1vY